# Drynia (Kotfin)
Drynia (Drynia Stużańska) – część wsi Kotfin w Polsce położona w województwie mazowieckim, w powiecie przysuskim, w gminie Gielniów. Leży przy drodze wojewódzkiej nr 728.
W latach 1975–1998 Drynia administracyjnie należała do województwa radomskiego.
Wierni Kościoła rzymskokatolickiego należą do parafii bł. Władysława z Gielniowa w Gielniowie.